# 윌리엄 푸트 화이트

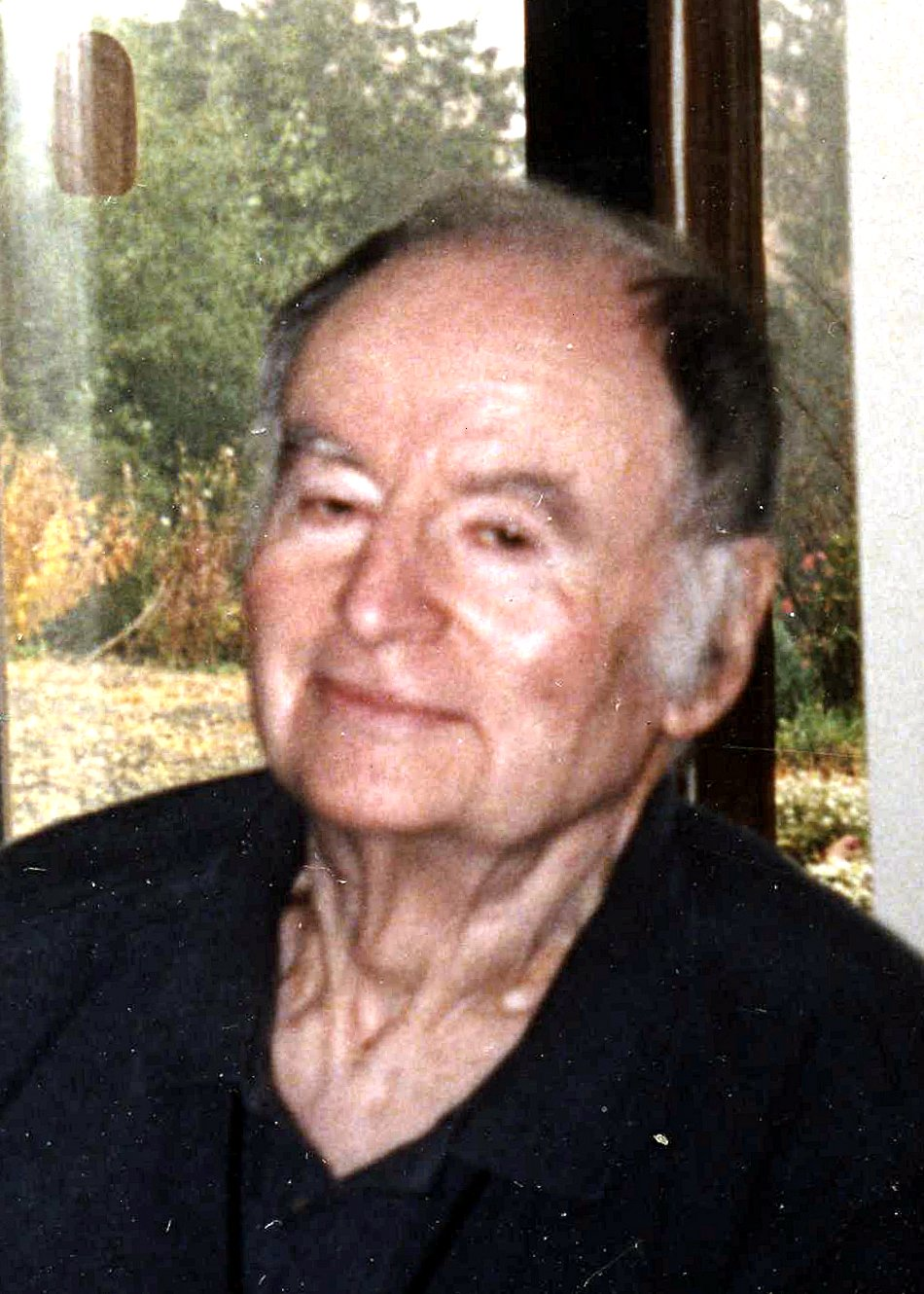
1996년 뉴욕주 카유가 자택에서

윌리엄 푸트 화이트(William Foote Whyte, 1914년 6월 27일 ~ 2000년 7월 16일)는 미국의 사회학자이다. 인포멀한 제1차 집단에 항상 관심을 가지고, 소년갱에 관한 소집단, 레스토랑의 종업원 상호간의 관계, 종업원과 고객의 인간관계, 제너럴 모터스의 노사관계(勞使關係) 등의 연구를 차례차례로 행하고 있다. 몬드라곤에서 배우자 책의 저자.